# Біметалеві термометри
Термометри біметалеві — призначені для вимірювання температури рідких, сипучих та газоподібних середовищ в діапазоні від — 35 до 600 °C(термометри моделі ТБ), і температури поверхні труб в діапазоні від 0 до 120 °C (термометри моделі ТБТ).

## Застосування
Термометри біметалеві використовуються на підприємствах у сільському господарстві, нафтохімічної, хімічної, гірничо-металургійної промисловості, в машинобудуванні, житлово-комунальному господарстві, транспорті, будівництві, медицині, словом у всіх життєвих сферах.
Застосовуються для використання в системах контролю та регулювання температури в різних галузях промисловості при температурі навколишнього середовища від мінус 50 до 50 °C і відносній вологості до 95 % (при температурі 35 °C).

## Виробники
- ПАТ "Склоприлад"[1]
- ВАТ «Термоприлад»